# Макроцитарна анемія
Термін макроцитарний походить від грецьких слів, що означає «велика клітина».  Макроцитарний клас анемії, це анемія (визначається як кров з недостатньою концентрацією гемоглобіну), за якої розмір червонокрівців (еритроцитів), перевищує нормальний об'єм.  Нормальний об'єм еритроцитів у людини, становить від 80 до 100 фемтолітрів (фл = 10−15 л).  У метричних термінах, розмір наведено в еквівалентних кубічних мікрометрах (1 мкм3 = 1 фл).  Стан еритроцитів, коли вони (в середньому) занадто великі, називається макроцитозом.  Навпаки, у разі мікроцитарної анемії, еритроцити менші за норму.
Під час макроцитарної анемії, збільшення еритроцитів, завжди пов'язано з недостатньою кількістю клітин і часто також із заниженим вмістом гемоглобіну на клітину.  Обидва ці чинники діють на протилежне їм явище — збільшення розміру клітини, що зрештою призводить до зменшення загальної концентрації гемоглобіну в крові, яка є нижчою за норму (тобто анемії).
Макроцитарна анемія не є захворюванням у сенсі наявності однієї окремої патології, а швидше є станом.  Отож, це назва класу для набору патологій, які призводять до певної міри, однакової аномалії еритроцитів.  До анемій макроцитарного типу, призводять різні патології.  Деякі з цих патологій викликають дещо інші набори проявів у клітинах крові, які можна виявити за морфологією червоних і білих клітин, а інші — можна виявити лише за допомогою хімічного тестування.